# Enrico III di Castiglia
Enrico di Trastámara, detto Enrico l'Infermo (el Doliente) (Enrique in spagnolo e in asturiano, Enric in catalano, Henrique in portoghese, in galiziano e in aragonese, e Henrike in basco; Henri in francese; Henry in inglese; Heinrich in tedesco; e Hendrik in fiammingo; Henricus in latino; Burgos, 4 ottobre 1379 – Toledo, 25 dicembre 1406), è stato re di Castiglia e León dal 1390 al 1406, terzo monarca della casa dei Trastámara a sedere sul trono di Castiglia e León.

## Origine
Enrico era il figlio primogenito del re di Castiglia e León, Giovanni I di Trastamara  e della sua prima moglie, Eleonora d'Aragona.

## Biografia

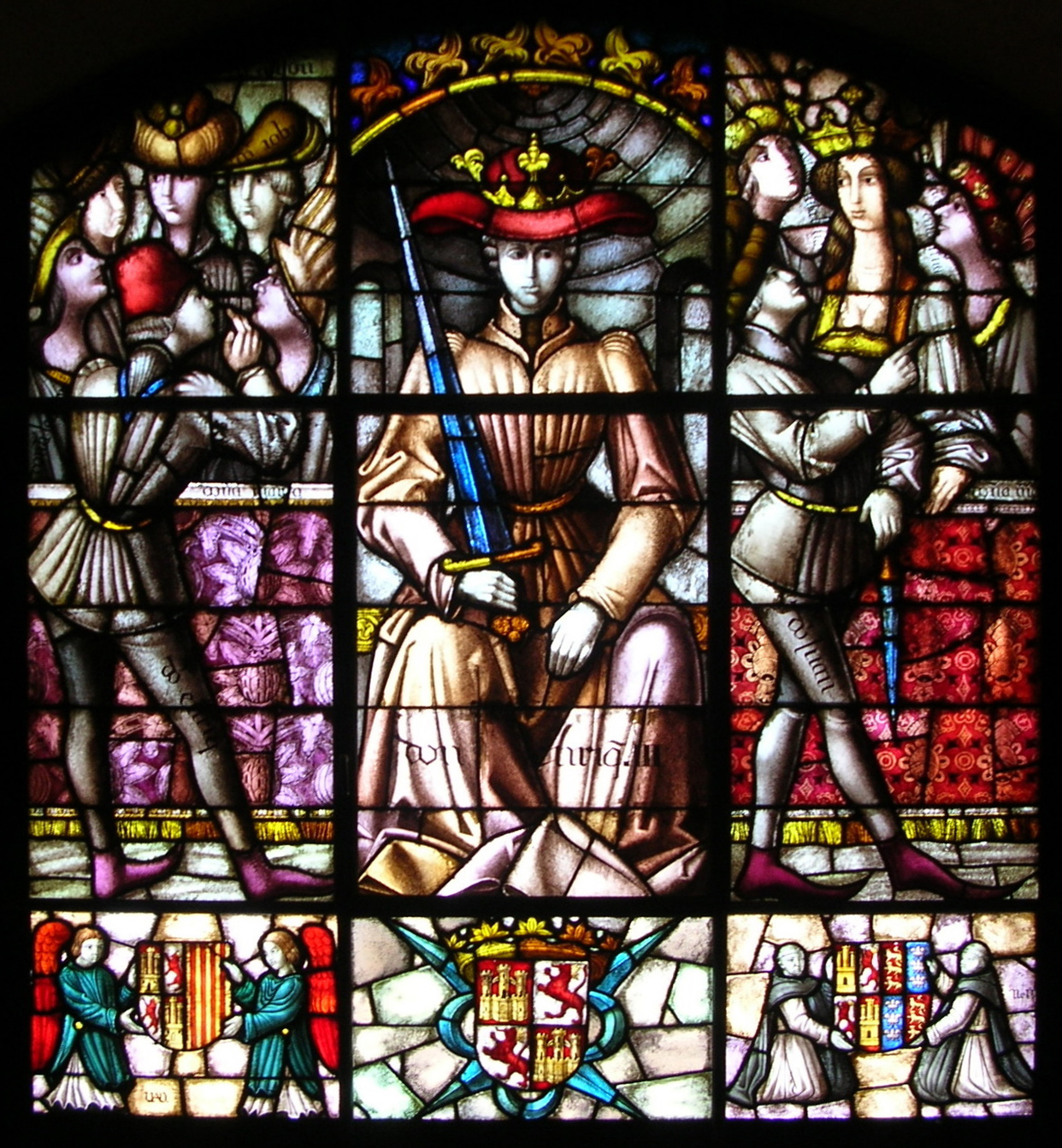
Enrico III rappresentato in una vetrata policroma dell'Alcázar di Segovia.

Nel 1381, suo padre lo nominò alfiere maggiore di Castiglia.
Suo padre, Giovanni, dopo aver contenuto l'attacco anglo-portoghese in Galizia, del 1387, col trattato di pace siglato, a Bayonne, nel luglio 1388, propose a Giovanni Plantageneto, I duca di Lancaster, figlio di Edoardo III d'Inghilterra e zio del re d'Inghilterra, Riccardo II, aspirante al trono di Castiglia perché marito della figlia di Pietro I di Castiglia, Costanza, una pace onorevole per entrambi i contendenti: stabiliva, oltre a una tregua col Portogallo della durata di tre anni, un cospicuo indennizzo al duca di Lancaster, per le spese sostenute, il matrimonio tra la figlia di Giovanni Plantageneto, Caterina di Lancaster, e l'erede al trono di Castiglia, Enrico, ristabilendo così la legittimità della dinastia dei Trastámara, sul trono di Castiglia.
L'impegno di matrimonio fu confermato a Palencia, il 17 settembre di quello stesso anno e nello stesso giorno, Enrico fu creato principe delle Asturie, titolo che contrassegnava l'erede al trono di Castiglia e da quella data fu mantenuto sino ai giorni nostri.

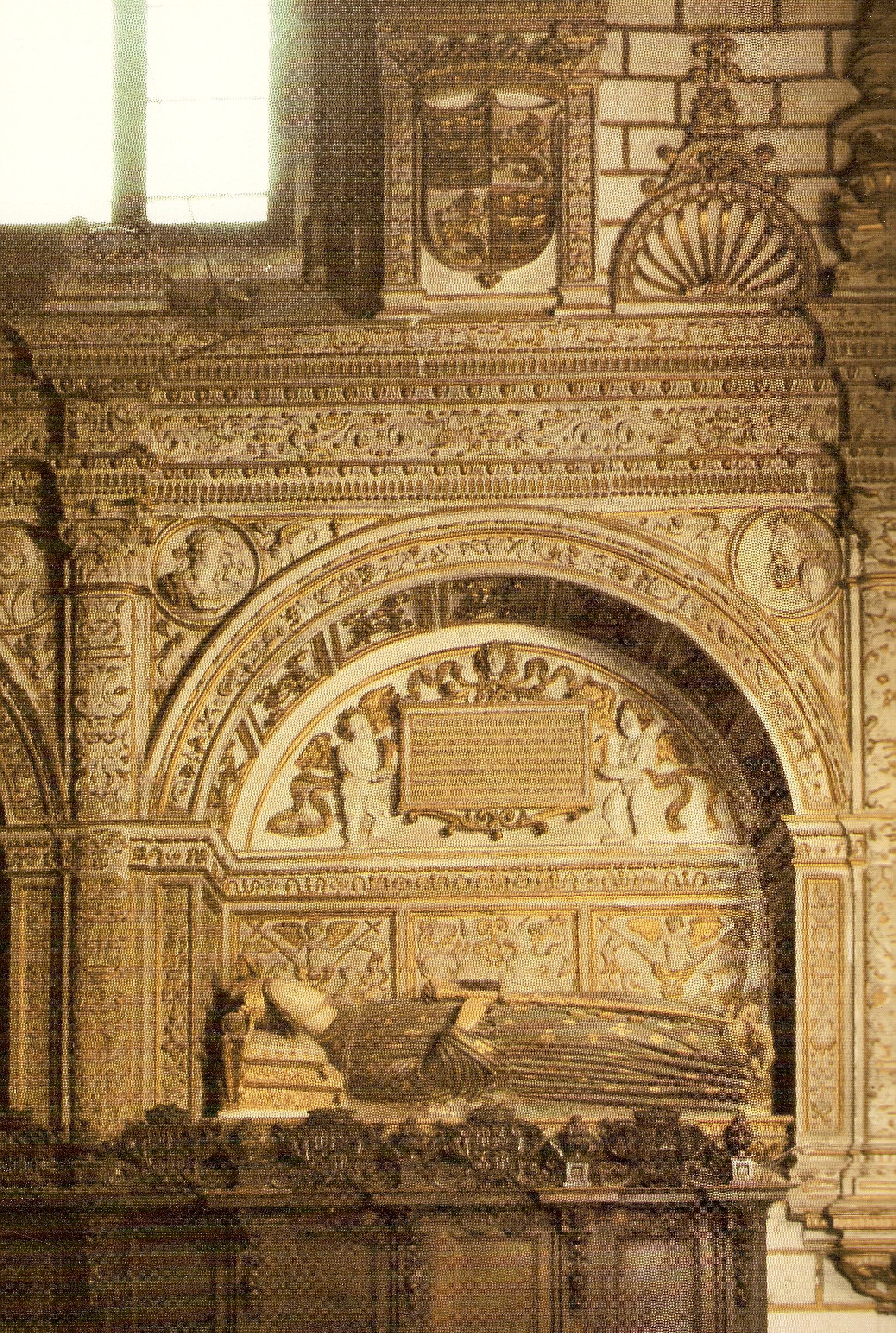
Sepolcro di Enrico III nella cappella della Cattedrale di Toledo.

Nel 1390, all'improvvisa morte del padre, Enrico divenne re sotto la guida di un consiglio di reggenza, guidato da Juan García Manrique Arcivescovo di Santiago di Compostela.
Gli anni della reggenza, che furono piuttosto tumultuosi perché i reggenti, divisi in due fazioni nemiche, litigavano tra loro, rendendo instabile il governo del regno, terminarono, il 2 agosto 1393, quando Enrico fu dichiarato maggiorenne e assunse il potere effettivo.
Nel febbraio del 1393, era stato celebrato, nella cattedrale di Madrid, matrimonio tra Enrico e Caterina di Lancaster, figlia di Giovanni Plantageneto, I duca di Lancaster, e della sua seconda moglie, Costanza di Castiglia che aveva posto ufficialmente fine ai contrasti tra la casa di Trastámara e i discendenti di Pietro il Crudele.
Con questa abile politica il regno di Castiglia, approfittando della tregua, nella guerra dei cento anni, si avvicinò al regno di Inghilterra, senza rompere gli ottimi rapporti della casa di Trastámara col regno di Francia, che duravano da circa cinquanta anni.
Questa politica portò ad un miglioramento del commercio marittimo castigliano, lungo il canale della Manica, che arrivò sino al porto di Bruges.
Nello stesso anno, Enrico III rinnovò la tregua col regno del Portogallo che era scaduta da tre anni con una nuova tregua di quindici anni, ma nel 1396, le ostilità ripresero (Enrico III dovette respingere un'invasione da parte dei portoghesi che avevano occupato Badajoz, nel mese di maggio, come rivincita per l'incendio di Viseu operato dalle truppe castigliane di Ruy López Dávalos) e, dopo qualche anno, il 15 agosto del 1402, siglò, con Giovanni I del Portogallo, una nuova tregua decennale (la pace definitiva per questa guerra, iniziata, nel 1383, per la successione al trono portoghese, fu firmata, nel 1411, da suo fratello, Ferdinando, reggente per conto di suo figlio, Giovanni II e da Giovanni I del Portogallo).
Nel 1394, dopo la morte dell'antipapa Clemente VII, approvò l'elezione del valenciano, Pedro Martínez de Luna, antipapa Benedetto XIII, e lo sostenne nelle sue pretese al soglio pontificio.
Pacificò la nobiltà e restaurò il potere regale, derogando i privilegi concessi dal padre alle Cortes, appoggiandosi alla piccola nobiltà e contrastando soprattutto i nobili più vicini alla corona, quali i parenti, come la zia, la moglie del re di Navarra, Carlo III il Nobile, Eleonora Enriquez, che, dopo aver complottato durante il periodo del consiglio di reggenza, si era alleata col fratellastro Federico Enriquez (?-1394), duca di Benavente, ed il cugino Pietro Fadriquez, conte di Trastámara, per contrastare il nipote, Enrico III.
Allora Enrico III, verso la metà del 1394, la strinse d'assedio nel castello di Roa, dove aveva riunito i suoi seguaci, costringendola ad arrendersi.
Nel febbraio del 1395, infine, Enrico III costrinse Eleonora a ritornare in Navarra dal marito, mentre confiscava le terre degli altri congiurati.
Enrico III migliorò le condizioni di vita degli Ebrei, che nel 1391, durante la reggenza, avevano dovuto subire una dura persecuzione, promulgando vari editti che proibivano le persecuzioni degli Ebrei.
Durante il suo regno, Enrico III, dopo un primo contatto, nel 1393, della flotta castigliana con le Isole Canarie, iniziò la colonizzazione delle isole, nel 1402, inviando ad esplorarle il navigatore francese, Giovanni di Béthencourt.
Riprese la campagna militare contro i Mori del Sultanato di Granada, ottenendo l'importante vittoria di Collejares, nelle vicinanze d'Úbeda (1406).
Infine inviò due ambasciate a Tamerlano, la prima guidata da Hernán Sánchez de Palazuelos e la seconda da Ruy González de Clavijo. Di questa seconda si ha la relazione, raccolta in un libro: la Embajada a Tamorlán
Enrico III diede inizio a diverse costruzioni a Madrid tra cui il palazzo del Prado ed il palazzo Miraflores, a Burgos.
Di salute malferma, Enrico III, negli ultimi anni della sua breve vita, dopo aver affrontato un ultimo ostacolo, la peste del 1401, dovette delegare parte del suo potere al fratello Ferdinando di Antequera, il futuro Ferdinando I di Aragona, che alla sua morte sarebbe diventato, insieme alla moglie di Enrico III, Caterina di Lancaster, anche reggente durante la minore età del figlio e successore Giovanni II.
Enrico III morì a Toledo, nel dicembre 1406, mentre stava preparando una nuova campagna contro i Mori del Sultanato di Granada, avendo dichiarato guerra a Muhammad VII della dinastia dei Nasridi, che aveva occupato il castello di Ayamonte.
Fu tumulato nella cappella della Cattedrale di Toledo, dove sarà raggiunto (1418) dalla moglie Caterina, accanto al padre Giovanni I ed al nonno Enrico II, che la cappella aveva fatto costruire vicino all'altra Cappella funeraria detta dei re Vecchi, in cui erano sepolti il padre ed il nonno di Enrico II, Alfonso XI e Sancho IV.

## Discendenza
Enrico da Caterina ebbe tre figli:
- Maria di Castiglia, nel 1415, sposò l'erede al trono della corona d'Aragona, il cugino primo, Alfonso V;
- Caterina di Castiglia (1403- Saragozza 19 ottobre 1439), sposò, nel 1420, il cugino primo, Enrico, Gran Maestro dell'Ordine di Santiago, fu duchessa di Villena. morì di parto;
- Giovanni II, re di Castiglia e León, dal 1406.

## Ascendenza
|                         |                       |                                    | Genitori                    |  |  | Nonni |  |  | Bisnonni                |  |  | Trisnonni                  |  |
|                         |                       |                                    |                             |  |  |       |  |  | Alfonso XI di Castiglia |  |  | Ferdinando IV di Castiglia |  |
|                         |                       |                                    |                             |  |  |       |  |  | Alfonso XI di Castiglia |  |  | Ferdinando IV di Castiglia |  |
|                         |                       | Costanza del Portogallo            |                             |  |  |       |  |  | Alfonso XI di Castiglia |  |  |                            |  |
| Enrico II di Castiglia  |                       |                                    |                             |  |  |       |  |  | Alfonso XI di Castiglia |  |  |                            |  |
|                         |                       | Eleonora di Guzmán                 | Pietro Núñez di Guzmán      |  |  |       |  |  |                         |  |  |                            |  |
|                         |                       | Eleonora di Guzmán                 | Pietro Núñez di Guzmán      |  |  |       |  |  |                         |  |  |                            |  |
|                         |                       | Eleonora di Guzmán                 | Giovanna Ponzia di León     |  |  |       |  |  |                         |  |  |                            |  |
| Giovanni I di Castiglia |                       | Eleonora di Guzmán                 |                             |  |  |       |  |  |                         |  |  |                            |  |
|                         |                       | Giovanni Manuele, duca di Peñafiel | Giovanni Manuele di Villena |  |  |       |  |  |                         |  |  |                            |  |
|                         |                       | Giovanni Manuele, duca di Peñafiel | Giovanni Manuele di Villena |  |  |       |  |  |                         |  |  |                            |  |
|                         |                       | Giovanni Manuele, duca di Peñafiel | Beatrice di Savoia          |  |  |       |  |  |                         |  |  |                            |  |
| Giovanna Manuele        |                       | Giovanni Manuele, duca di Peñafiel |                             |  |  |       |  |  |                         |  |  |                            |  |
|                         |                       | Bianca Núñez de Lara               | Ferdinando della Cerda      |  |  |       |  |  |                         |  |  |                            |  |
|                         |                       | Bianca Núñez de Lara               | Ferdinando della Cerda      |  |  |       |  |  |                         |  |  |                            |  |
|                         |                       | Bianca Núñez de Lara               | Juana Núñez de Lara         |  |  |       |  |  |                         |  |  |                            |  |
| Enrico III di Castiglia |                       | Bianca Núñez de Lara               |                             |  |  |       |  |  |                         |  |  |                            |  |
|                         | Alfonso IV di Aragona | Giacomo II d'Aragona               |                             |  |  |       |  |  |                         |  |  |                            |  |
|                         | Alfonso IV di Aragona | Giacomo II d'Aragona               |                             |  |  |       |  |  |                         |  |  |                            |  |
|                         | Alfonso IV di Aragona | Bianca di Napoli                   |                             |  |  |       |  |  |                         |  |  |                            |  |
| Pietro IV di Aragona    | Alfonso IV di Aragona |                                    |                             |  |  |       |  |  |                         |  |  |                            |  |
|                         |                       | Teresa di Entenza                  | Gombau d'Entença            |  |  |       |  |  |                         |  |  |                            |  |
|                         |                       | Teresa di Entenza                  | Gombau d'Entença            |  |  |       |  |  |                         |  |  |                            |  |
|                         |                       | Teresa di Entenza                  | Costanza d'Antillón         |  |  |       |  |  |                         |  |  |                            |  |
| Eleonora d'Aragona      |                       | Teresa di Entenza                  |                             |  |  |       |  |  |                         |  |  |                            |  |
|                         |                       | Pietro II di Sicilia               | Federico III d'Aragona      |  |  |       |  |  |                         |  |  |                            |  |
|                         |                       | Pietro II di Sicilia               | Federico III d'Aragona      |  |  |       |  |  |                         |  |  |                            |  |
|                         |                       | Pietro II di Sicilia               | Eleonora d'Angiò            |  |  |       |  |  |                         |  |  |                            |  |
| Eleonora di Sicilia     |                       | Pietro II di Sicilia               |                             |  |  |       |  |  |                         |  |  |                            |  |
|                         |                       | Elisabetta di Carinzia             | Ottone III del Tirolo       |  |  |       |  |  |                         |  |  |                            |  |
|                         |                       | Elisabetta di Carinzia             | Ottone III del Tirolo       |  |  |       |  |  |                         |  |  |                            |  |
|                         |                       | Elisabetta di Carinzia             | Eufemia di Slesia-Liegnitz  |  |  |       |  |  |                         |  |  |                            |  |
|                         |                       | Elisabetta di Carinzia             |                             |  |  |       |  |  |                         |  |  |                            |  |